# The Country Doctor (1936)
The Country Doctor is een Amerikaanse dramafilm uit 1936 onder regie van Henry King. De film werd destijds in Nederland uitgebracht onder de titel De dorpsdokter.

## Verhaal
John Luke is al jaren de enige arts in een afgelegen houthakkersdorp in Canada. Bij het begin van de winter brengt hij een vijfling ter wereld. Wanneer er een difterie-epidemie uitbreekt in het dorp, neemt hij contact op met zijn broer Paul, die als arts werkzaam is in Montreal. Hij vraagt hem om meer serum ter beschikking te stellen. Er staat niet meteen een vliegtuig gereed om dat serum op te halen.

## Rolverdeling
| Acteur                 | Personage         |
| ---------------------- | ----------------- |
| The Dionne Quintuplets | Wyatt-vijfling    |
| Jean Hersholt          | Dr. John Luke     |
| June Lang              | Mary MacKenzie    |
| Slim Summerville       | Jim Ogden         |
| Michael Whalen         | Tony Luke         |
| Dorothy Peterson       | Katherine Kennedy |
| Robert Barrat          | MacKenzie         |
| Jane Darwell           | Mevrouw Graham    |
| John Qualen            | Asa Wyatt         |
| Frank Reicher          | Dr. Paul Luke     |